# Nuth
Nuth (phát âmⓘ) là một đô thị ở tỉnh Limburg, phía nam Hà Lan.

## Các trung tâm dân cư
Aalbeek, Arensgenhout, Grijzegrubben, Helle, Hellebroek, Hulsberg, Laar, Schimmert, Swier, Terstraten, Vaesrade, Wijnandsrade.